# 鴉片軟體
鴉片軟體又稱為封閉軟體（closed software），該詞最早出現於在台灣積極推廣自由軟體運動的洪朝貴的文章中，刊載於2002年6月號《Linuxer雜誌》的「鴉片戰爭外傳」一文，後來Andy Tai將該文譯成英文（The New Opium War）。作者以詼諧的方式，用東印度公司藉由販賣鴉片讓人成癮為例，暗諷軟體公司使用封閉、專有或專利軟體所產生的檔案或資料儲存格式，刻意造成資料與其它軟體間相互交換與轉換不易、新舊版本無法相容，使得這類軟體得以藉由此類特殊的檔案格式對市場壟斷或準壟斷，造成使用者對該類軟體產生依賴，最端將會導致在人們傳遞、保存、交換數位化資訊時，被此類軟體所控制的情況。此後，「鴉片軟體」即被用來形容不願意公開資料儲存格式或以法律保障其檔案格式專用權的軟體。

## 簡介
在鴉片戰爭外傳一文中，作者描述以英國為首的東印度公司大量對大清帝國輸入鴉片，在那個時代，易使人上癮的鴉片已經重要到的變成是一種人人都需要的日常食品，並透過有一個名為食品商業聯盟（Business Food Alliance, BFA）的虛構組織（成員為東印度公司的子公司），對清政府施壓，要求嚴厲取締盜種罌粟牟取暴利的農民，及為了省錢而在自家後院種植罌粟的公司與民眾，並透過「罌粟播種權」立法達到其壟斷的目的。
同時，另有一小群人，開始發放稻米的種子，並透過「革奴大眾公有播種權」保護，強調任何人都可以自由播種該類作物，重要的是這種食品食用後不會有上癮的問題，並可隨著個人喜好，改吃小麥或玉米等作物。
文末，作者也點出了在現行版權制度下，合理使用的範圍、軟體專利（software patents）、合理訂價等議題。

### 喻意
- 「食品商業聯盟」實際上是暗諷商業軟體聯盟（Business Software Alliance）與軟體廠商形成利益共同體（BSA的成員大部份是由商業軟體公司組成），以打擊盜版為藉口，實則為確保各自公司的利益與壟斷市場。
- 「盜種罌粟的農民」是指使用盜版軟體的人，「在自家後院種植罌粟的公司與民眾」，則是代表使用自由軟體或開放原始碼軟體的企業或個人，這兩類人所使用的軟體會對食品商業聯盟的盈收產生威脅，所以是該聯盟打擊的對象。
- 「罌粟播種權」是指現行的軟體版權制度的相關法規受商業公司或經濟大國的影響，已過度偏向於保護版權擁有者，市場被大型軟體公司透過立法所壟斷，造成弱勢國家無法建立自己的產業。
- 「革奴大眾公有播種權」即GNU通用公共許可證（GNU GPL）。
- 「稻米、小麥及玉米」則泛指自由軟體或開放原始碼軟體，由於此類軟體的原始程式碼可以自由流通，有經驗的程式設計師可以透閱讀原始程式碼，得知所有數位化內容的儲存細節，甚到可以自行撰寫程式，來讀寫這些軟體所產生的資料。因此，使用者不會像吸食鴉片一般對該類軟體上癮而無法脫身，平常吃稻米的人可以很容易就可以改吃小麥或玉米，而不會造成任何的後遺症，因為透過原始程式碼的公開，儲存格式變得透明，使用者可以很容易的轉換到其它功能相似的軟體，而不必擔心多年建立的資料必須拋棄。

自由軟體或開放原始碼軟體的推動者認為，唯有擺脫鴉片軟體的桎梏，才能讓人類擁有選擇軟體的自由，並迫使軟體公司在軟體開發上，由為升級而升級轉變成服務上的競爭，他們認為，唯有使用者能夠輕易的轉換不同的軟體，讀寫相同的數位化資訊，才能讓軟體公司達成公平的競爭，才不致造成軟體公司以軟體儲存格式做為壟斷市場的工具，只有當使用者有充份的自由選擇軟體時，軟體公司才會以使用者的利益為核心，否則人們在使用軟體時，必然會受制於軟體公司的自身利益所操控。

## 作者以為所謂的鴉片軟體可能造成的問題
作者以為使用所謂的鴉片軟體可能帶來下列問題：

### 阻礙自由競爭
由於資料轉換的困難，造成使用者礙於原軟體的「相容性」考量，而不願意改用其它功能相似的軟體。因為使用不同的軟體，意謂必須放棄先前以該類軟體所建立的所有數位化內容（其他公司的軟體無法讀寫此類軟體的專有格式）。於是被迫一直使用同一套軟體或同一家公司所推出的新版軟體，不敢贸然轉換。

### 強迫升級
當軟體推出新的版本之時，故意造成新舊版本檔案格式的不相容，通常是新版本故意不支援或不相容舊版格式，使得使用舊版程式的人無法讀取新版本軟體所建立的資料，間接造成已升級使用新版本軟體的使用者要求使用舊版本的使用者升級其軟體，舊版使用者為了能夠與新版本使用者交換資料，只好被迫升級其軟體。
例如：政府機關的申請文件、公告、公文書若以新版本的檔案格式儲存，使用舊版本軟體的民眾為了要與政府機關往來，亦只好跟著升級軟體版本，同時，這些使用新版本軟體的民眾又會轉而要求與其交換資料的其它人士跟著升級。大部分的使用者被迫為了與他人交換資料而花錢升級，而不是為了軟體的新功能。

### 加深數位落差
當軟體公司擁有足夠的市場佔有率時，便可任意提高軟體售價，或推出新版本，對於相對較弱勢族群而言，過高的軟體費用或過多的版本升級，會造成一定的經濟的負擔，無形中亦加深了數位落差的形成。

### 鼓勵非法重製或盜版
當軟體價格過高，但其資料儲存格式已經佔有資訊交換的重要地位時（如：微軟公司的辦公室家族軟體），付不起購買該軟體的使用者為了要能夠與他人交換資訊，便轉而使用非法重製或盜版版本，無形中造成鼓勵非法重製或盜版的風氣。

## 相關連結
- 專有軟體
- 開放原始碼軟體
- 自由軟體
- 綠色軟體 - 強調與主張小佔量、免安裝、功效直簡的軟體。
- 万圣节文件
- 开放文档格式
- Microsoft Office XML formats

## 外部連結
- ^ 鴉片戰爭外傳 （页面存档备份，存于）
- ^ The New Opium War （页面存档备份，存于）
- Business Software Alliance（商業軟體聯盟） （页面存档备份，存于）
- No Software Patents!